# 조아서 먹방중
《조아서 먹방중》은 투니버스에서 제작한 대한민국의 웹드라마로 2020년 8월 7일부터 2020년 9월 25일까지 방영되었으며,《조아서 구독중》의 외전 격 작품이다.

## 줄거리
딸꾹질을 하여서 다른 사람과 몸이 바뀌어 버린 10대 크리에이터 '조아서'가 원래의 모습을 되찾기 위해 고군분투하는 스토리를 담은 드라마.

## 출연
- 윤혜림 - 조아서 역
- 리원 - 김리아 역
- 강민석 - 럭키강이 역
- 박광수 - 미키광수 역
- 박민정 - 밍꼬발랄 역
- 윤쭈꾸 - 윤쭈꾸 역

## 방영 목록
| 회차 | 제목                                | 방송 날짜 (투니버스) |
| ---- | ----------------------------------- | -------------------- |
| 1회  | 조아서, 갑자기 몸이 남자로 변했다?! | 2020년 8월 7일       |
| 2회  | 어른이 일진에게 찍혔을 때           | 2020년 8월 14일      |
| 3회  | 한 번뿐인 생일파티를 망쳤을 때      | 2020년 8월 21일      |
| 4회  | 절친이 무섭게 느껴질 때             | 2020년 8월 28일      |
| 5회  | 엄마 몰래 핸드폰 가져올 때 유형     | 2020년 9월 4일       |
| 6회  | 내가 아직도 조아서로 보이니??       | 2020년 9월 11일      |
| 7회  | 최강 깐족신 등장!!                  | 2020년 9월 18일      |
| 8회  | PC방에서 밤새도록 놀 수 있다?!      | 2020년 9월 25일      |

## 같이 보기
- 조아서 구독중